# Outfall
Pour plus de détails, voir Fiche technique et Distribution.
Outfall (10x10) est un thriller britannique réalisé par Suzi Ewing, sorti en 2018.

## Synopsis
Un homme ordinaire, Lewis, enlève une femme, Cathy, en pleine rue et la séquestre chez lui, dans une cellule insonorisée. Son ravisseur tente de lui faire avouer un lourd secret mais elle n'a aucune intention de se laisser intimider et d'abandonner aussi facilement...

## Fiche technique
- Titre original : 10x10
- Titre français : Outfall
- Titre québécois : Otage
- Réalisation : Suzi Ewing
- Scénario : Noel Clarke
- Montage : Ian Davies
- Musique : Christopher Holmes
- Photographie : Aaron Reid
- Production : Noel Clarke, Jason Maza et Maggie Monteith
- Sociétés de production : Unstoppable Entertainment, Head Gear Films, Metrol Technology, Broadlane Films et Dignity Film Finance
- Société de distribution : Wild Side Films
- Pays d'origine :  Royaume-Uni
- Langue originale : anglais
- Format : couleur
- Genre : thriller
- Durée : 88 minutes
- Date de sortie : 
  -  États-Unis : 13 avril 2018
  -  France : 5 décembre 2018 (DVD)

## Distribution
- Luke Evans : Lewis
- Kelly Reilly : Cathy
- Jason Maza : officier Wayland
- Noel Clarke : Dennis
- Olivia Chenery : Alana
- Benjamin Hoetjes : Casey
- Ruby Bustamante : une adolescente
- Jill Winternitz : Jen
- Stacy Hall : officier Gray
- Skye Lucia Degruttola : Summer
- Christian Meier : Jarrod
- Norma Dixit : Alondra
- Mike Kelson : un policier
- Keila J. Brown : Sharon
- John Michael Morris : Paul